# Mittelpunkt Tirols
Da zur Berechnung des geographischen Mittelpunktes einer Region unterschiedliche Methoden existieren und es uneinheitliche Definitionen von Tirol gibt, verfügt das Land über mehrere Mittelpunkte. Nachfolgend eine zusammengefasste Auflistung dieser:
- Innerhalb Österreichs:
  - Bundesland Tirol: Südöstlich von Innsbruck
  - Nordtirol: Landeshauptstadt Innsbruck
  - Osttirol: Hopfgarten in Defereggen
- Innerhalb Italiens:
  - Südtirol: Villanderer Berg
  - Trentino-Südtirol: Südlich von Bozen
- Länderübergreifend:
  - Europaregion Tirol: Westlich von Brixen

Der derzeitige Mittelpunkt des österreichischen Bundeslandes Tirol befindet sich südöstlich von Innsbruck, nahe dem Blauen See im Nordtiroler Bezirk Innsbruck-Land. Als Koordinaten werden 47° 11′ 50″ N, 11° 31′ 56″ O angegeben.
Meint man mit dem Ausdruck Tirol nur Nordtirol, so ist die Landeshauptstadt Innsbruck das geographische Zentrum.
Der geographische Mittelpunkt Osttirols befindet sich am Rücken des Firstkogels in Hopfgarten in Defereggen. Von dort aus beträgt die mittlere Distanz zur Grenze Osttirols etwa 27 Kilometer. Die Grenzen des Bezirks wurden im Kleinformat (Maßstab: ≈ 1:5000) mit Hilfe von Zäunen handwerklich nachgebaut und mit fünf Eingängen versehen. Diese Tore sollen die fünf Verkehrsverbindungen nach außen symbolisieren. Bedingt durch seine Lage im Gebirge ist der Mittelpunkt Osttirols ein von Wanderern und Mountainbikern gerne gewähltes Ziel. Direkt am Mittelpunkt wurde eine Informationstafel angebracht, die Auskünfte über Osttirol sowie dessen Mittelpunkt gibt und auch eine topographische Landkarte Osttirols zeigt.
Der Mittelpunkt der autonomen Region Trentino-Südtirol, die sich aus Südtirol und dem Trentino zusammensetzt, liegt südlich von Bozen in der Nähe von Deutschnofen.
Der Mittelpunkt der Europaregion Tirol liegt weiter im Norden, er befindet sich westlich von Brixen und nördlich der Klausener Fraktion Latzfons.

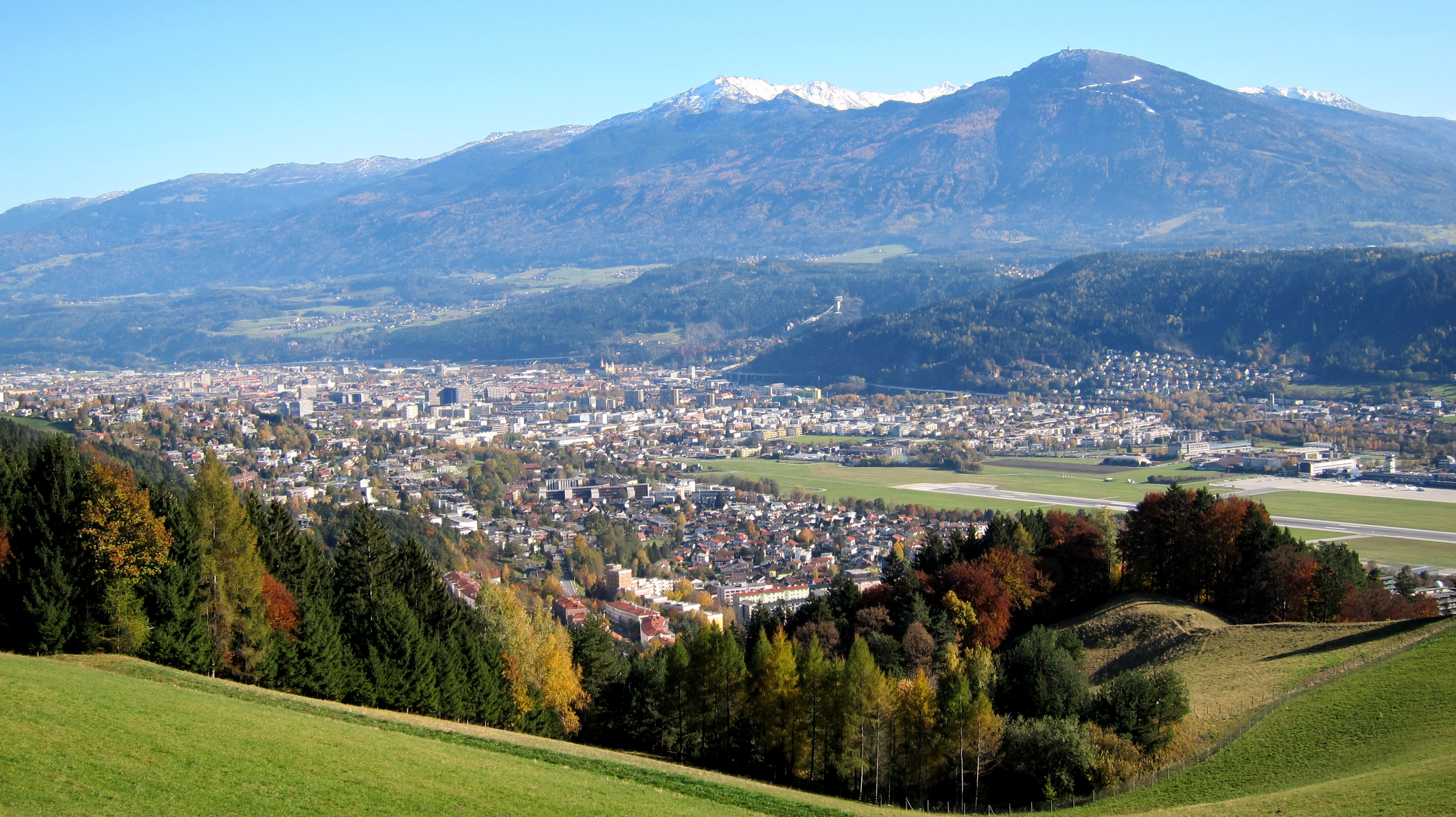
Innsbruck ist nicht nur der wirtschaftliche Mittelpunkt Nordtirols, sondern auch der geographische.
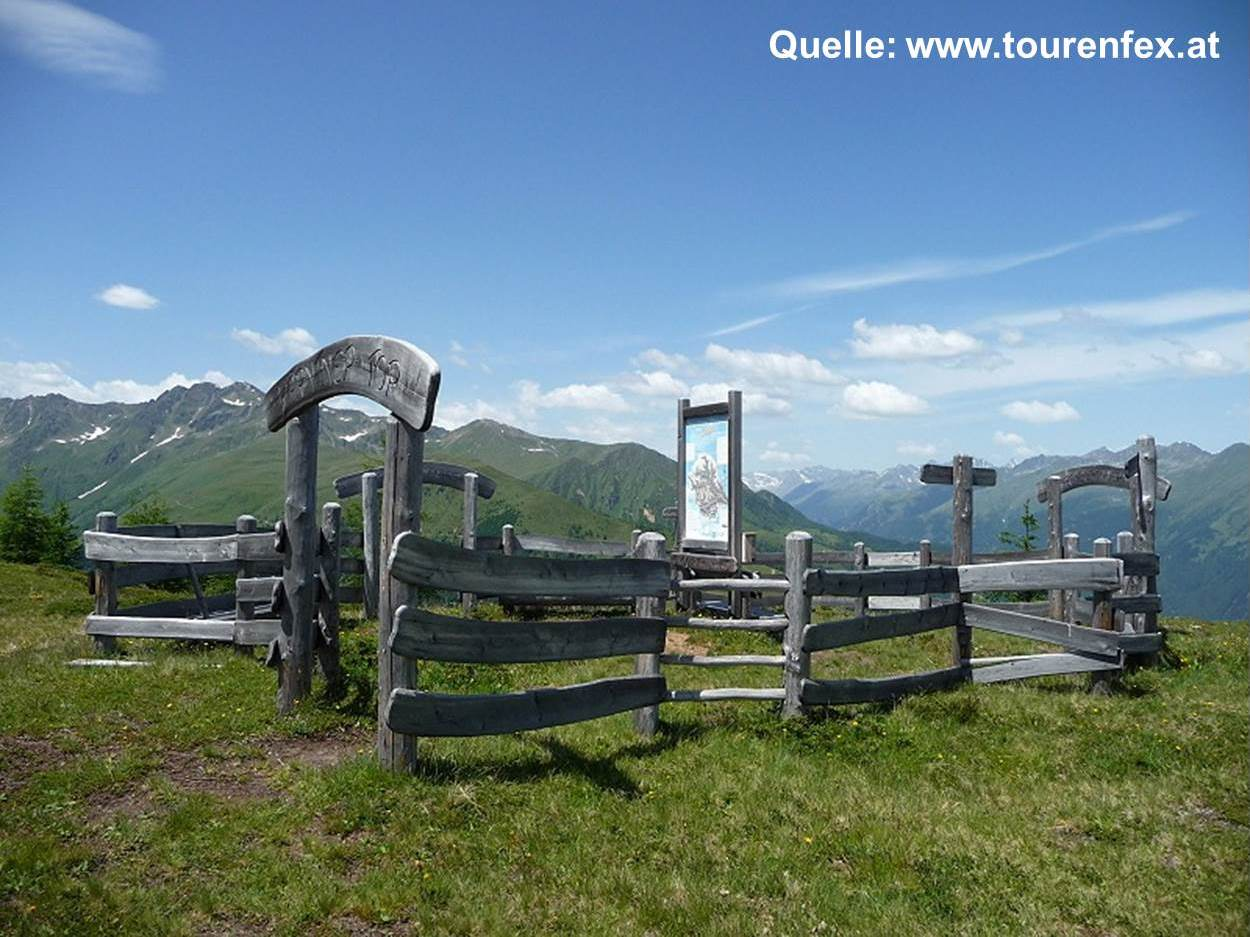
Mittelpunkt von Osttirol
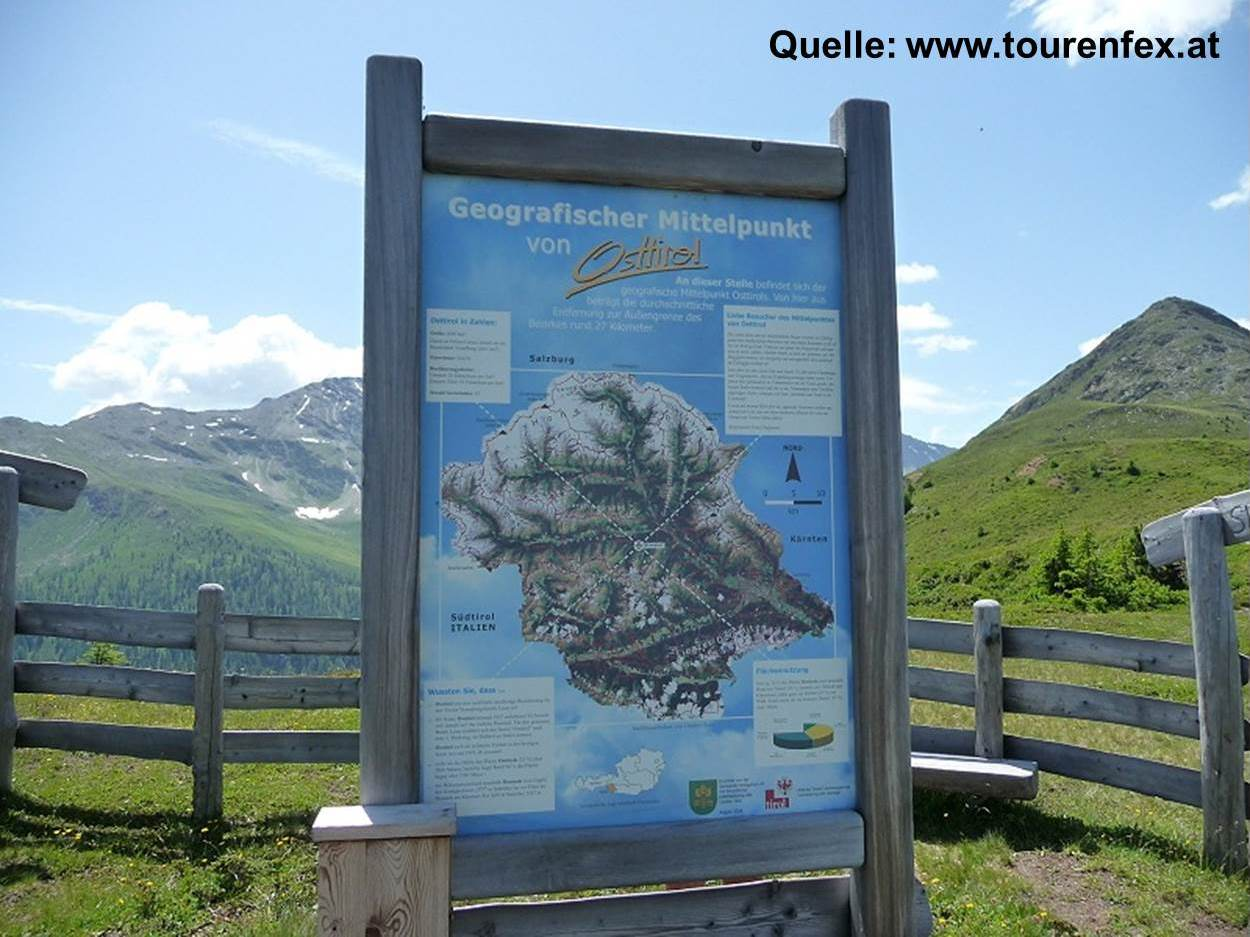
Informationstafel am Osttiroler Mittelpunkt
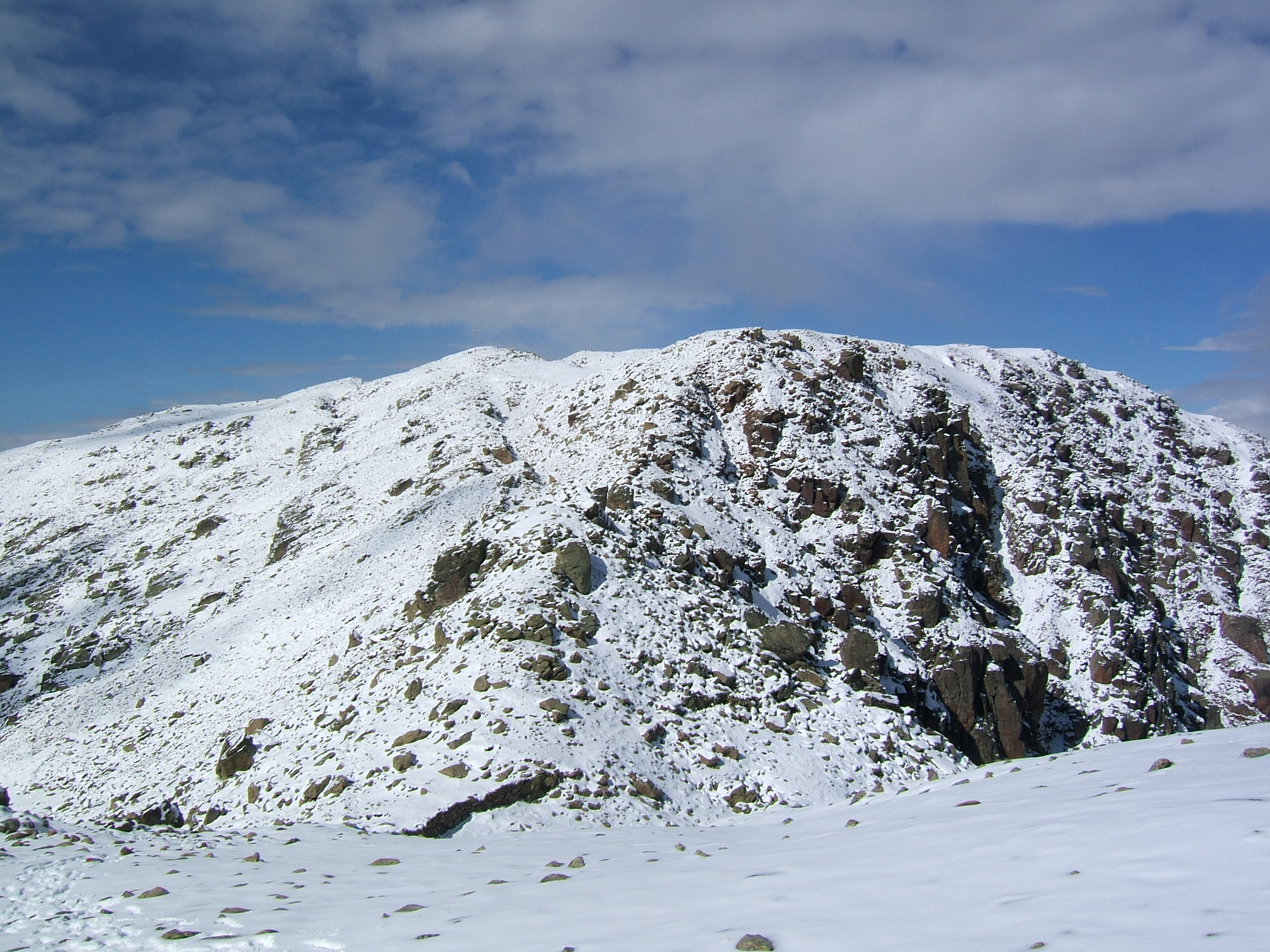
Der Villanderer Berg
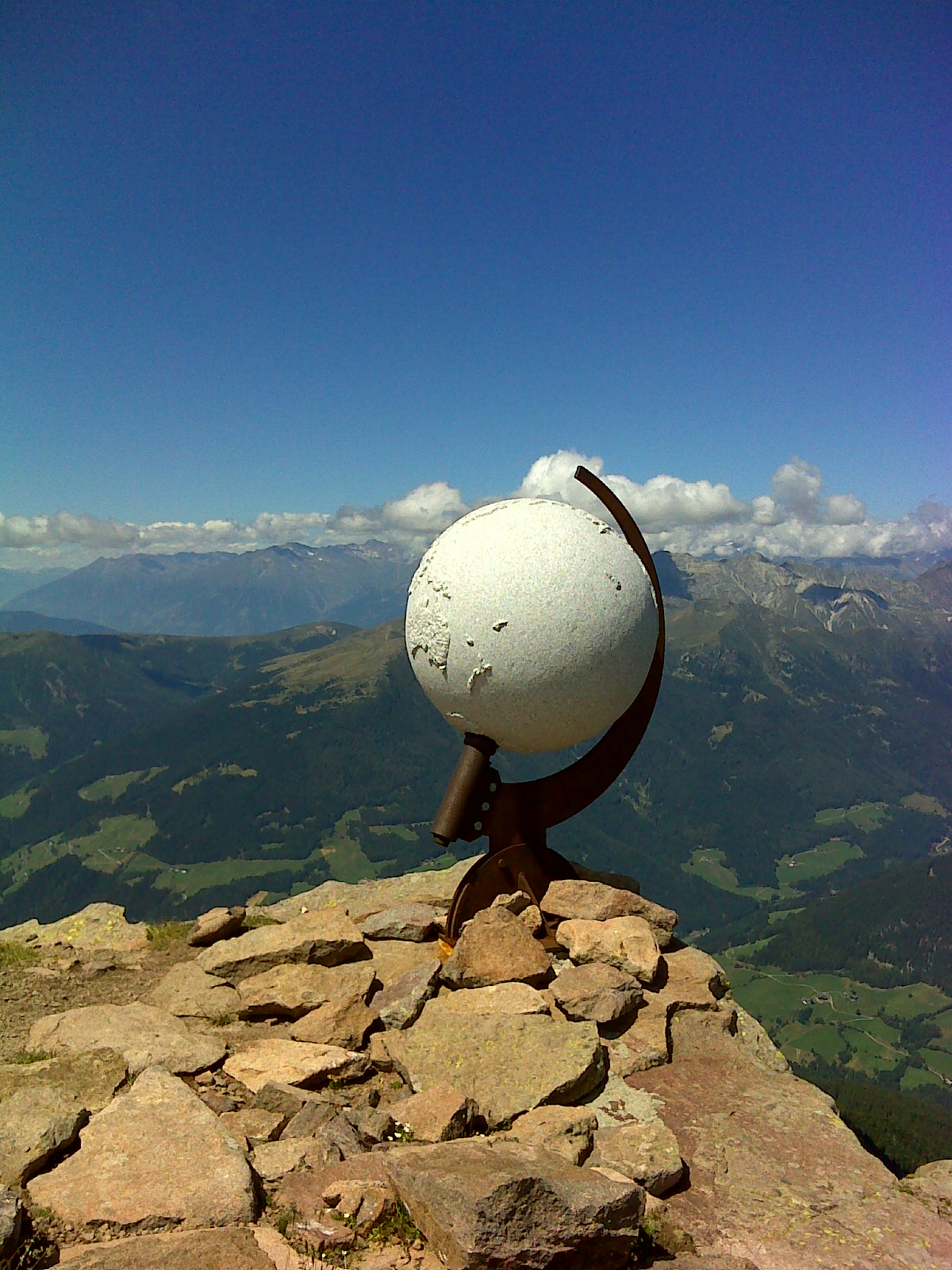
Globus aus Granit auf der Spitze des Villanderer Berges